# Џунгла
Џунгла (од енгл. jungle) је земљишни покривач са густом шумом и тешко проходном вегетацијом, обично у тропима. Примјена термина се увелико разликовала током посљедњих вијекова. Прије седамдесетих година 20. вијека, тропске кишне шуме су се уопштено звале џунгле, али ова терминологија је престала да се користи. Џунгле у западној литератури и филму могу представљати нецивилизовани простор изван контроле европског колонијализма.

## Етимологија
Ријеч џунгла у српски је дошла из енглеског језика (енгл. Jungle). Потиче од санскртске ријечи Jangla (санск. जङ्गल), која значи суво, сува земља или пустиња. Иако се санскртска ријеч односи на суву земљу, сугерише да англо-индијска интерпретација означава густ „непроходан шипраг [густиш]”, док други тврде да когнитивна ријеч на урду језику односи на шуму. Израз је раширен у многим језицима Индијског потконтинента и Иранске висоравни, гдје се обично користи за биљке које расту на мјестима ранијих прашума или за неуредну тропску вегетацију која преузима напуштена подручја.

## Дивљина
Зато што се џунгле јављају на свим насељенима копненим масама и могу садржати бројну вегетацију и врсте земљишта у различитим климатским зонама, дивљина џунгла се не може непосредно дефинисати.

## Различита употреба

### Као густа и непроходна вегетација
Један од најчешћих значења ријечи џунгла је земљиште обрасло непроходном вегетацијом на нивоу тла, посебно у тропима. Обично је таква вегетација довољно густа да омета кретање људи, па путнике приморава да је пресјеку. Ова дефиниција разлику је прашуму и џунглу, будући да је приземље прашума обично чисто од вегетације због недостатка сунчеве свјетлости, па је стога релативно олакшано кретање. Џунгле могу постојати унутар или на ободима прашума у областима у којима су прашуме отворене због природног поремећаја попут урагана или људским активностима попут сјеча. Сукцесивна вегетација која извире након оваквог поремећаја прашуме је густа и непроходна и „типична” за џунглу. Џунгла се такође обично формира уз ободе прашуме као што су обале потока, због веће расположиве свјетлости на нивоу тла.
Монсунске шуме и мангрове се обично називају џунглама ове врсте. Имајући прозирнију крошњу од прашума, монсунске шуме обично имају густо приземље са бројним лијанама и шибљем које отежава кретање, док потпорно коријење и ниска крошња мангрова производе сличне потешкоће.

### Као влажна шума
С обзиром да су европски истраживачи првобитно путовали ријекама кроз тропске кишне шуме, густа тешко проходна вегетација која је прекривала обале потока, оставила је погрешан утисак да такви услови џунгле постоје у цијелој шуми. Због тога, погрешно се претпостављало да је цијела шума непроходна џунгла. Чини се да је то за посљедицу имало да за термин џунгла друго најпопуларније значење буде влажна тропска шума. Џунгла је у овом контексту посебно повезана са тропским кишним шумама, али може се проширити и на магловите шуме, умјерене кишне шуме и мангрове, без референци на вегетацијску структуру или могућност проходности.
Ријеч „кишна шума” у великој мјери је замијенила „џунглу” као описни термин за влажну тропску шуму, лингвистичка транзиција која се догодила седамдесетих година 20. вијека.

### Као метафора
Ријеч "џунгла" се у метафоричком значењу користи за предео гдје нема људи и гдје је пусто.